# U-852
U-852 – niemiecki okręt podwodny (U-Boot) typu IX D2 z okresu II wojny światowej. Okręt wszedł do służby w 1943.
Jego jedynym dowódcą był Kptlt. Heinz-Wilhelm Eck, po wojnie oskarżony – wraz z kilkoma członkami załogi – o zbrodnię wojenną.

## Historia
Po wejściu do służby okręt włączono do 4. Flotylli U-Bootów w celach szkoleniowych, zaś 1 lutego 1944 do 12. Flotylli jako jednostkę bojową.
18 stycznia 1944 wypłynął z Kilonii w swój pierwszy i – jak się okazało – jedyny patrol bojowy. Celem była baza morska Penang na Oceanie Indyjskim.

### Zatopienie SS ”Peleus”
13 marca, tj. niecałe dwa miesiące po wypłynięciu, 500 mil morskich na południe od Wyspy Wniebowstąpienia dostrzeżono sylwetkę parowca. Dwie godziny później wykonano atak torpedowy w położeniu nawodnym, dwie wystrzelone torpedy trafiły w cel, którym okazał się grecki parowiec SS „Peleus” (4 695 BRT) płynący z Freetown (ówczesna Brytyjska Afryka Zachodnia) do Brazylii. Załoga opuściła statek w tratwach ratunkowych, na podkład U-Boota podjęto jednego z oficerów, ale po przesłuchaniu pozwolono wrócić mu do pozostałych rozbitków. Kapitan Eck rozkazał otworzyć ogień do tratw z karabinów maszynowych i broni przeciwlotniczej, użyto również granatów ręcznych. W wyniku ostrzału zginęła większość członków załogi parowca, przeżyło jedynie 4 z 35 rozbitków (jeden zmarł później); uratował ich po ponad miesiącu portugalski statek SS „Alexandre Silva”. Po bezowocnych, trwających ok. 5 godzin, próbach zatarcia śladów zatopienia statku Eck polecił opuścić rejon ataku.
1 kwietnia okręt zatopił kolejny statek – frachtowiec SS „Dahomian” (5 277 BRT). 3 maja na wodach Morzu Arabskim u wschodnich wybrzeży Somalii wynurzony okręt został zaatakowany za pomocą bomb głębinowych przez 6 samolotów patrolowych Vickers Wellington. Samoloty pochodziły z 8. i 621. Dywizjonów RAF, stacjonujących w Adenie. U-852 zdołał się zanurzyć, ale uszkodzenia okazały się na tyle poważne, że dowódca wydał rozkaz wynurzenia. Podjęta walka z samolotami za pomocą broni przeciwlotniczej, mimo że okupiona stratami w ludziach, umożliwiła wyrzucenie okrętu na brzeg. Ocalałych członków załogi pojmano, a we wraku, który Niemcy bezskutecznie usiłowali zniszczyć, znaleziono m.in. dziennik okrętowy. Dzięki informacjom w nim zawartym jak i zeznaniom ocalonych marynarzy „Peleusa” zdołano powiązać okręt podwodny z masakrą.
Po zakończeniu wojny, w październiku 1945 roku pięciu członków załogi U-852: Heinz-Wilhelm Eck, drugi oficer August Hoffmann, oficer medyczny Walter Weisspfennig, główny mechanik Hans Lenz i obserwator Wolfgang Schwender, zostało oskarżonych o zbrodnię wojenną. Trzech pierwszych zostało skazanych na śmierć, dwaj pozostali na karę więzienia. Wyroki śmierci przez rozstrzelanie wykonano 30 listopada 1945 roku.